# Vesna Škare-Ožbolt
Vesna Škare-Ožbolt, hrvaška političarka in pravnica, * 20. junij 1961, Osijek.
Med letoma 2003 in 2006 je bila ministrica za pravosodje Republike Hrvaške.